# Whittard
Whittard of Chelsea是一家販售咖啡和茶等相關產品的英國連鎖茶飲品牌。由華特·威塔斯（Walter Whittard）於1886年創辦，所有權一直留在他的家人手上直到1973年。1996年，Whittard的另類投資市場首次公開募股，並迅速擴張，建立了約120家分店和幾間茶館。2008年Whittard破產、超過50家分店關門；後來公司進行重組。其分部在英國有50多家，在台灣有1家。

## 歷史
該公司由華特·威塔斯（Walter Whittard）創立，他於1886年在弗利特街開了一家茶店，並留給他的家人直到1973年。1996年，它在另類投資市場上首次公開募股，並利用收益中的一部分迅速擴張，建立了大約120家商店和幾個茶室的連鎖店。為了建立網路銷售業務，該公司蒙受了慘重損失，該業務在2001年左右被關閉。在財務困難之後，將其出售給了冰島投資公司Baugur Group， 2005年的成交價約為2100萬英鎊。在截至2007年3月的一年中，Whittard報告虧損了320萬英鎊。Baugur也在2008年的冰島金融危機中破產，致使Whittard進入破產管理。最後以60萬英鎊的價格賣給了Epic Private Equity。超過五十家商店關門，公司進行了重組。
2016 年，Whittard 在考文特花园店开设了一家茶吧。

## 外部鏈結
- 官方网站（繁體中文）